# Koi (Schiff)
Die Koi ist ein Fahrgastschiff der Reederei Adler-Schiffe. Eingesetzt wird es zum einen als Charterschiff für Veranstaltungen und Tagungen entlang der Nord- und Ostseeküste. In der Sommersaison wird es auch als Veranstaltungsort für diverse Party-Reihen genutzt.

## Geschichte
Das Schiff wurde als Baunummer 1471 auf der Husumer Schiffswerft gebaut. Die Kiellegung fand am 26. Februar, der Stapellauf am 12. Mai 1980 statt. Im Juni 1980 wurde das Schiff fertiggestellt und als Dania an die damalige Seetouristik-Reederei bzw. Dania Line abgeliefert. Das Fahrgastschiff verkehrte von Nysted auf der Insel Lolland nach Burgstaaken/Fehmarn, wurde jedoch später auch im Verkehr von Rødbyhavn eingesetzt. 2002 wurde sie in Adler Dania umbenannt. Die Reederei Paulsen kaufte 2005 das Schiff. Es erhielt wieder seinen ursprünglichen Namen Dania. Seit dem 20. September 2006 ist sie auf die zur Paulsen-Familie zählende Insel- und Halligreederei in Westerland auf Sylt registriert. Von 2000 bis 2005 fuhr das Schiff ausgeflaggt mit dem Heimathafen Monrovia unter Liberia-Flagge. Seit 2005 fährt das Schiff wieder unter deutscher Flagge und wurde bis Ende 2008 zwischen Heringsdorf und Swinemünde (poln. Świnoujście) auf der Insel Usedom als Butterschiff eingesetzt.
2008 wurde das Schiff im Hafen von Peenemünde aufgelegt. Im Sommer 2012 war es vorübergehend an die Reederei Ostsee-Tour verchartert, die es von Ende Juli bis Ende September als Dania in Vertretung für die Cap Arcona für Bäder- und Ausflugsfahrten um Rügen einsetzte. Im Sommer 2013 war es vorübergehend für Partyfahrten von Sylt aus eingesetzt.
2014 wurde das Schiff auf der Husumer Werft zu einem sogenannten „Event-Schiff“ umgebaut und wird seit Juli des Jahres als Koi auf Nord- und Ostsee von unterschiedlichen Häfen aus eingesetzt.

### Grenzzwischenfall 2006
Am Nachmittag des 17. Oktober 2006 kam es kurz vor der Ankunft des Schiffes im polnischen Hafen Swinemünde (Świnoujście) zu einem Zwischenfall. Drei Passagiere in Zivil gaben an, polnische Zöllner zu sein und verlangten vom Personal Zugang zum (in polnischen Gewässern geschlossenen) Bordshop, um Spirituosen zu konfiszieren, da diese nicht in Polen versteuert gewesen seien. Da nach Angaben der Reederei schon mehrmals die kompletten Zigarettenbestände an Bord von polnischen Beamten konfisziert worden seien und dann in privaten Autos ohne Beleg und ohne schriftliche Begründung abtransportiert worden seien und erst zehn Tage zuvor 380.000 Zigaretten von Zöllnern in Zivil in Swinemünde beschlagnahmt worden seien, habe der 63-jährige Kapitän Heinz Arendt die Ausweise verlangt, aber die drei Personen hätten keine klaren Ausweise vorzeigen können. Darauf habe er sich mit seiner Reederei beraten. Zudem wurde um 15.45 Uhr der ISPS-Alarm ausgelöst.

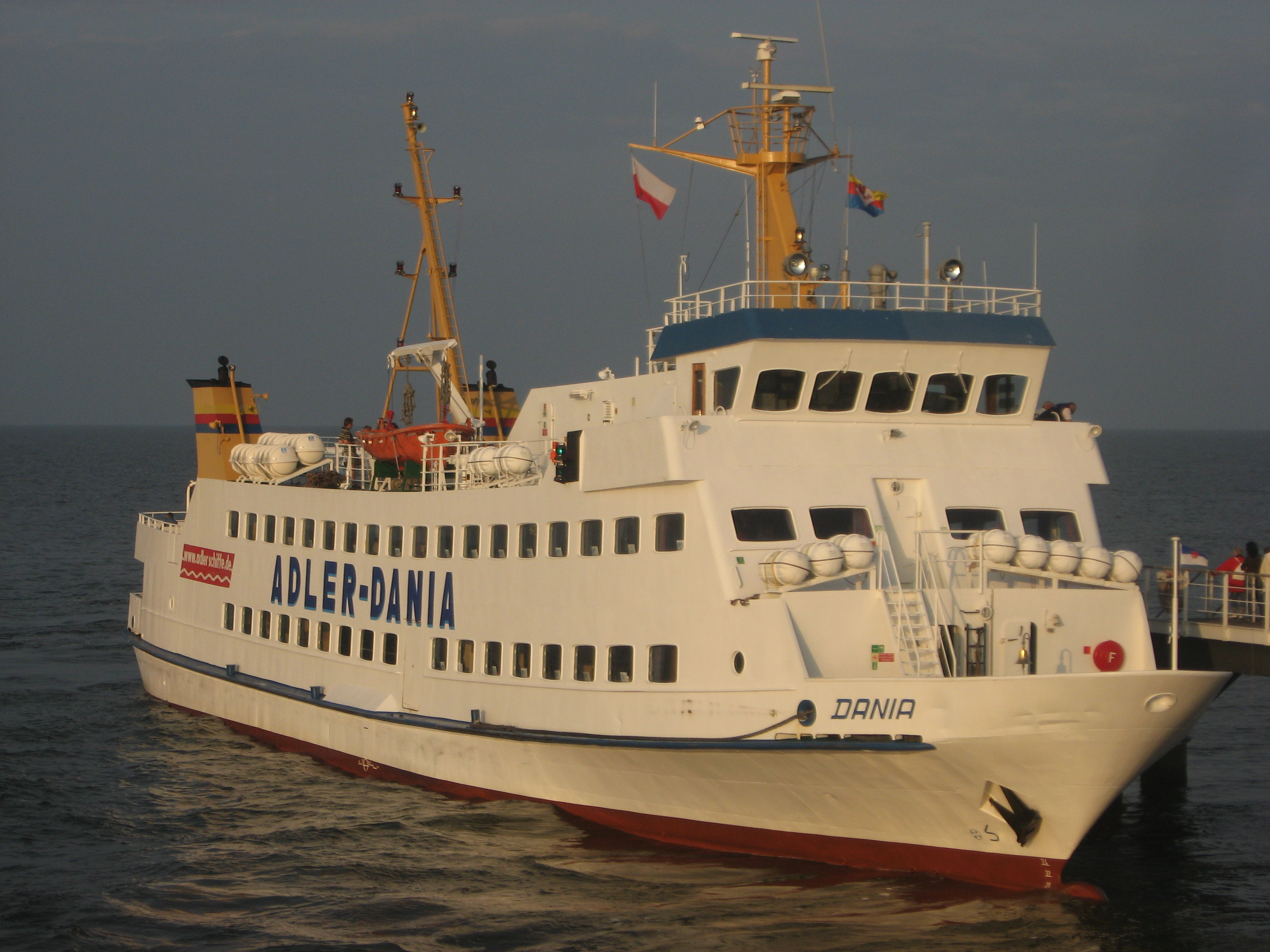
Die Dania an der Seebrücke Heringsdorf

Der Kapitän bat zudem kurz vor dem Anlegen beim Hafen Swinemünde mit besonderer Dringlichkeit um Auslauferlaubnis wegen einer verletzten Person an Bord, allerdings mit der Absicht, einen deutschen Hafen anzulaufen und die Angelegenheit vor deutschen Behörden zu klären. Daraufhin drehte die Adler Dania gegen 16 Uhr rund 200 Meter vor dem Anleger ab und nahm Kurs Richtung Heringsdorf in Deutschland, als ein polnisches Grenzschutzboot (Hull-Number SG-145) auftauchte. Laut Kapitän wurde von dort drei oder vier Mal aus einer Pistole geschossen, auch in die Luft Richtung Brücke. Laut einem Sprecher der polnischen Grenzwacht in Swinemünde habe es sich bei den Warnschüssen um zwei Schüsse aus einer Signalpistole mit blauer Signalmunition gehandelt. In Heringsdorf übergab der Kapitän die drei Zöllner der Bundespolizei, welche die Zöllner kurzfristig festsetzte.
Im Anschluss an den Eklat wurde dem Kapitän von polnischer Seite Flucht und Entführung vorgeworfen, da außer den Zöllnern auch eine Teil der Passagiere in Swinemünde hätten aussteigen wollen. Die Adler Dania sei zudem in Polen „unerwünscht“. Zwei Tage später wurden die Fahrten mit der Adler XI und anderem Kapitän wieder aufgenommen.
Im Jahr 2008 kam es in Wolgast zum Prozess gegen den Kapitän, zudem gegen den Geschäftsführer der Insel- und Halligreederei und gegen den Betriebsleiter. Die Anklage warf ihm vor, die Zöllner ihrer Freiheit beraubt und die Besatzung des Schnellbootes genötigt zu haben, da er mit seinen Schiff auf das Boot zugehalten habe. Der Kapitän wurde vom Amtsgericht Wolgast wegen Nötigung eines polnischen Grenzschutzbootes zu einer Geldstrafe von 4050 Euro verurteilt, aber vom Vorwurf der Freiheitsberaubung dreier zivil gekleideter polnischer Zöllner freigesprochen, da es sich um einen sogenannten Erlaubnistatbestandsirrtum gehandelt habe. Die zivil gekleideten Zöllner hatten sich nur unzureichend und nicht, wie nach internationalen Bestimmungen üblich, mit einem zweisprachigen Dokument ausgewiesen. Die Staatsanwaltschaft hatte eine Freiheitsstrafe von acht Monaten auf Bewährung gefordert und legte Berufung ein, zog diese bei der Berufungsverhandlung am 15. November 2010 im Landgericht Stralsund aber zurück, da die zuständige Kammer bereits nach der Vernehmung der ersten Zeugen signalisierte, in ihrem Spruch nicht vom Wolgaster Urteil abzuweichen.

## Technische Daten und Ausstattung
Das Schiff wird von zwei Zwölfzylinder-Viertakt-Dieselmotoren angetrieben. Die MWM-Motoren mit einer Leistung von jeweils 695 kW wirken über ein Getriebe auf zwei Festpropeller. Das Schiff erreicht damit eine Geschwindigkeit von 15 kn.
Das Schiff ist mit einem Bugstrahlruder ausgestattet. Dieses hat eine Leistung von 100 kW.
Für die Stromerzeugung stehen drei Generatoren mit einer Scheinleistung von jeweils 140 kVA sowie ein Notgenerator mit einer Scheinleistung von 45 kVA zur Verfügung.
Der Rumpf des Schiffes ist eisverstärkt (Eisklasse E).

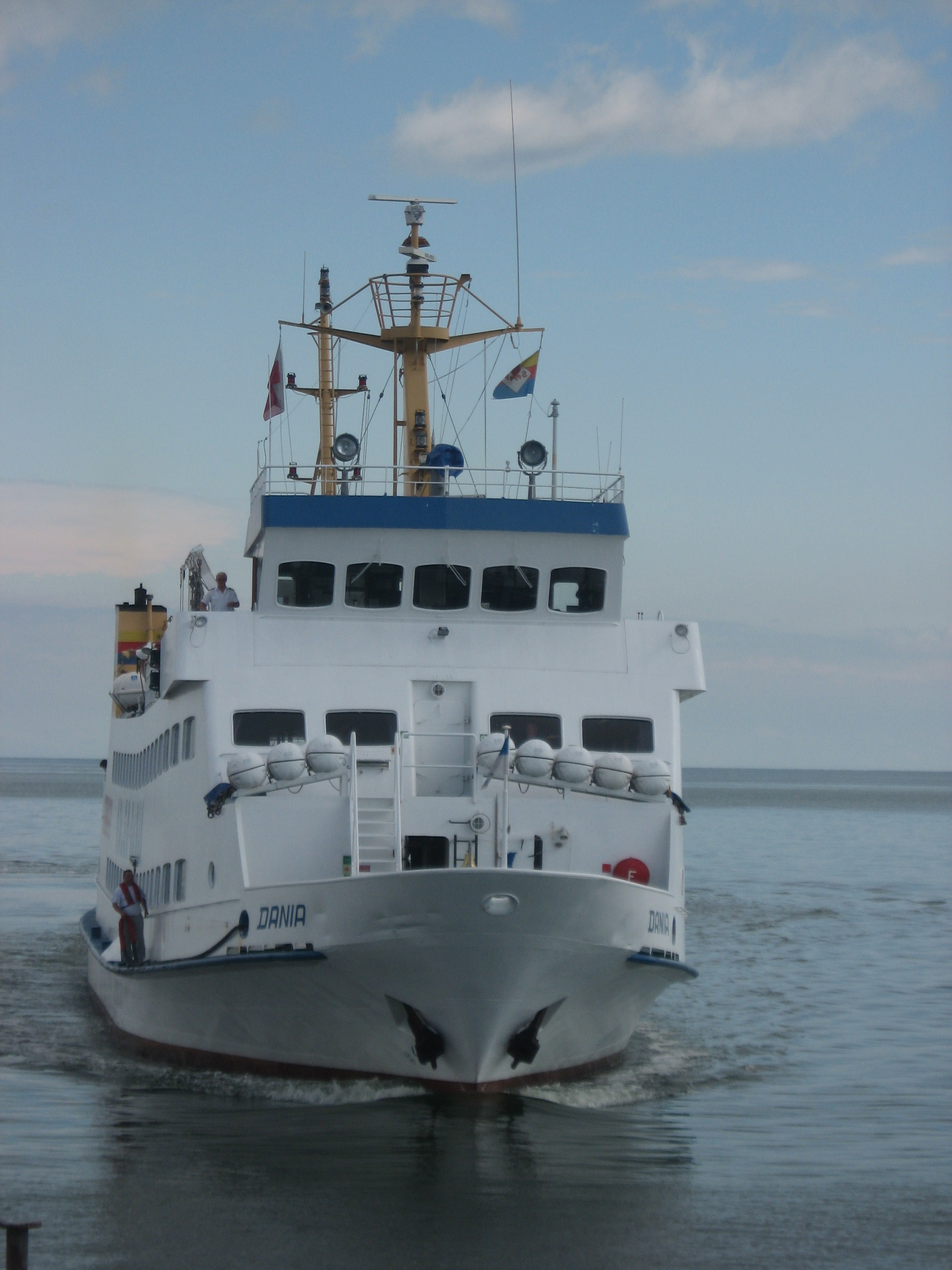
Die Dania auf der Ostsee
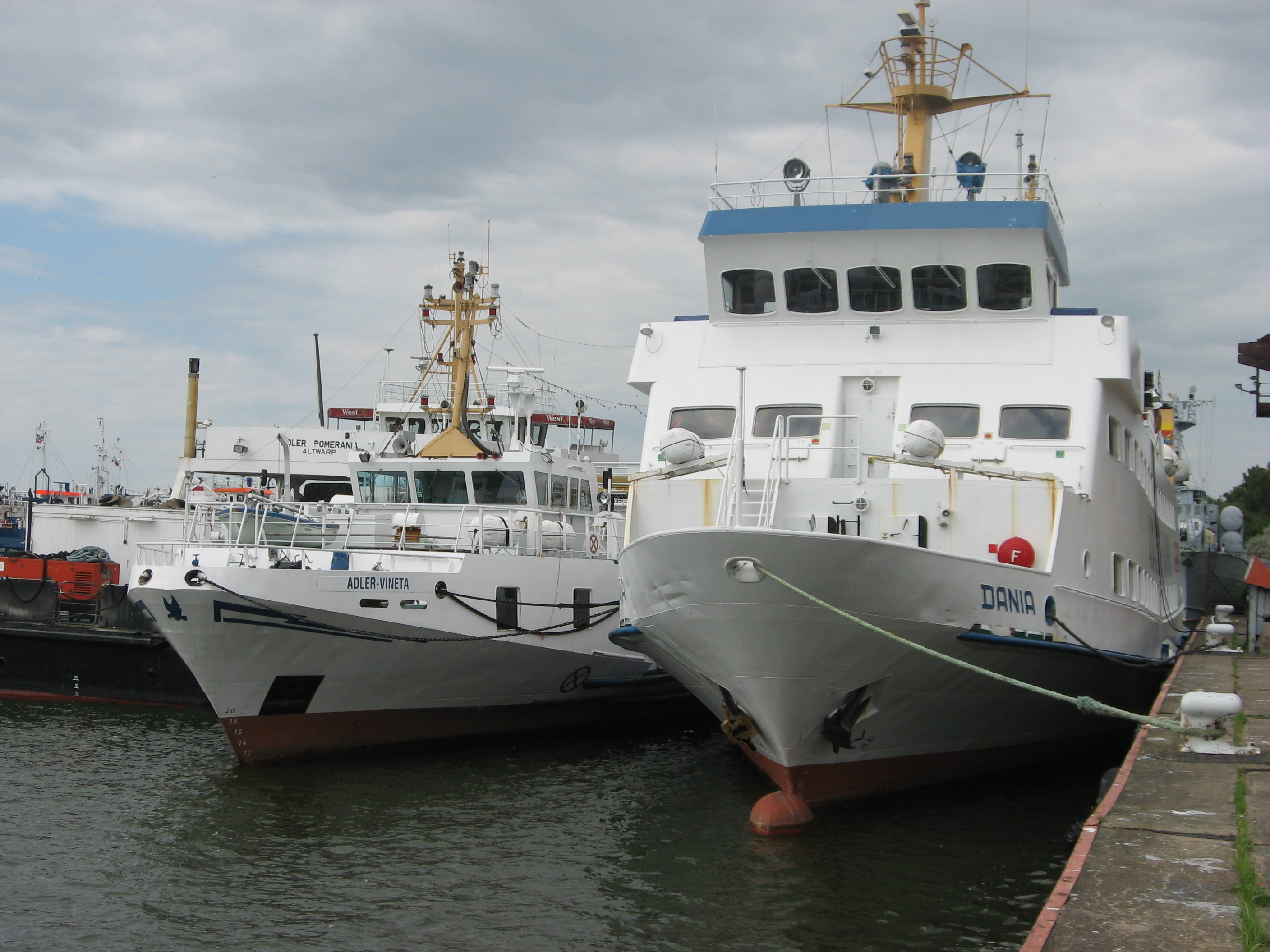
Adler Vineta und Dania in Peenemünde
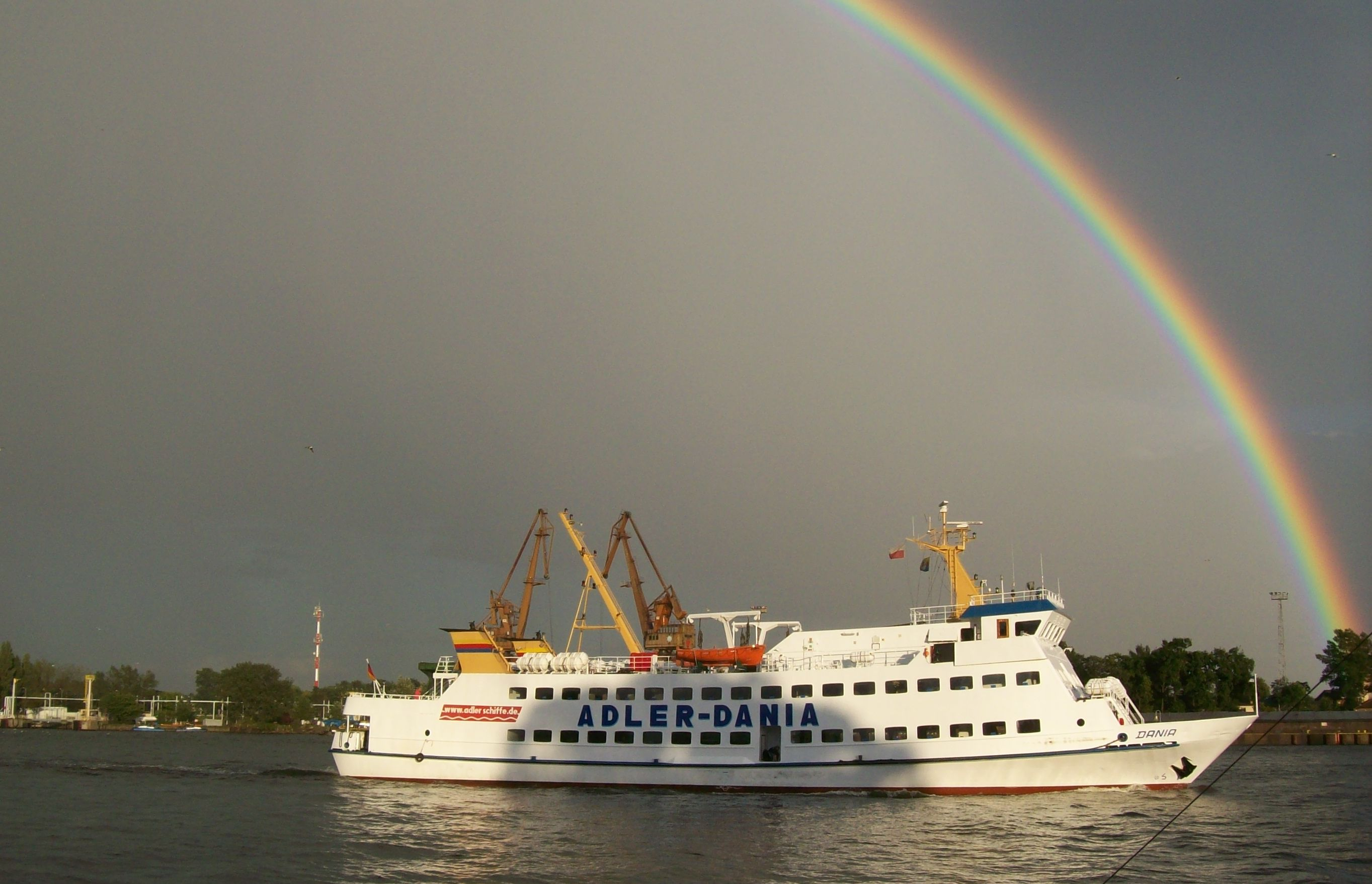
Die Dania in Swinemünde
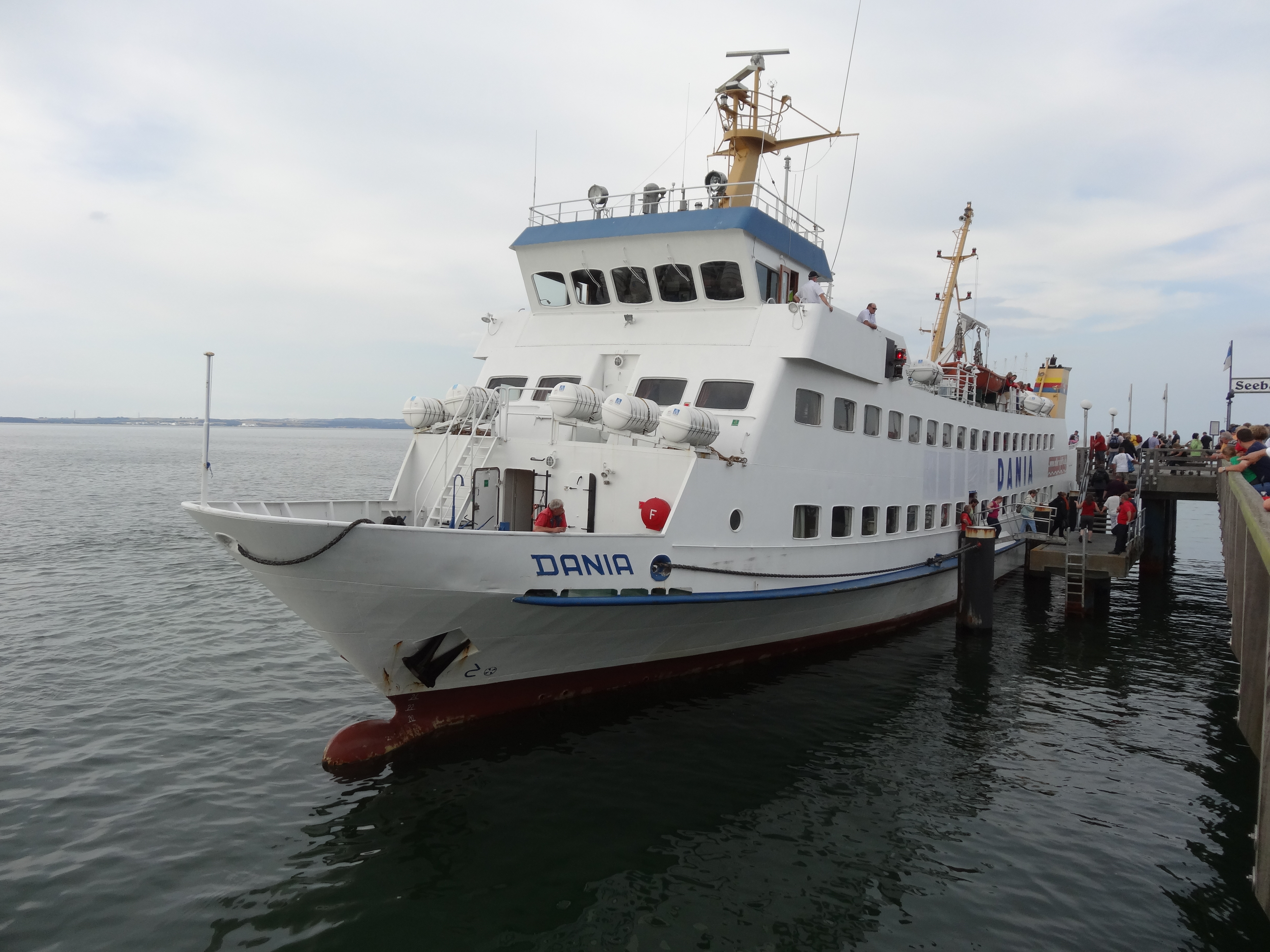
Das Schiff als Dania in Binz
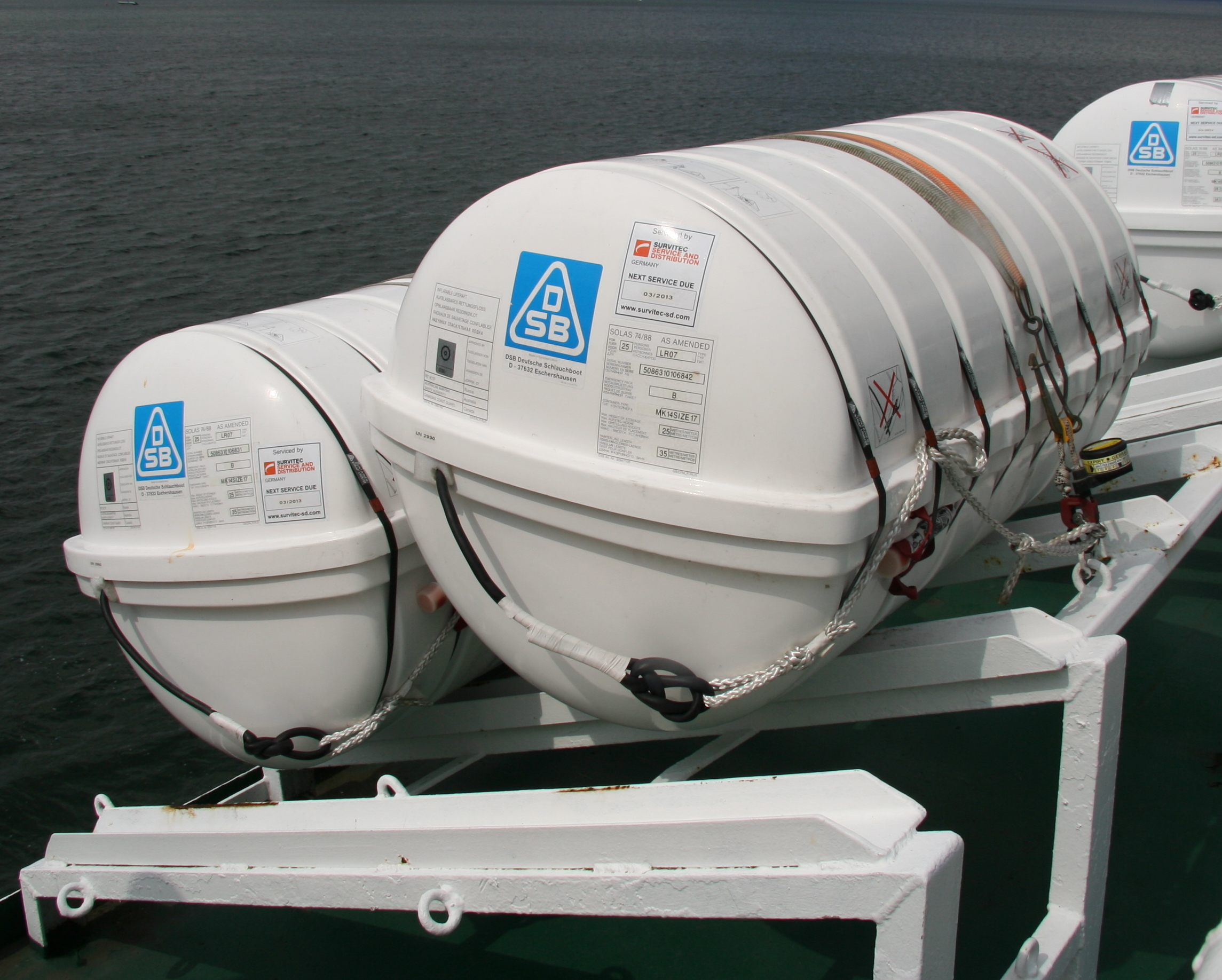
Rettungsinseln auf der Dania